# NGC 2206
NGC 2206 est une vaste galaxie spirale intermédiaire située dans la constellation du Grand Chien. NGC 2206 a été découverte par l'astronome britannique John Herschel en 1835.

## Caractéristiques
Sa vitesse par rapport au fond diffus cosmologique est de 6 388 ± 8 km/s, ce qui correspond à une distance de Hubble de 94,2 ± 6,6 Mpc (∼307 millions d'al).
À ce jour, 13 mesures non basées sur le décalage vers le rouge (redshift) donnent une distance de 72,357 ± 8,610 Mpc (∼236 millions d'al), ce qui est à l'extérieur des valeurs de la distance de Hubble.
La classe de luminosité de NGC 2206 est II-III et elle présente une large raie HI.